# Nogometni klub Istra 1961 2018-2019
Questa voce raccoglie le informazioni riguardanti il Nogometni klub Istra 1961 nelle competizioni ufficiali della stagione 2018-2019.

## Rosa
| N. |                               | Ruolo | Calciatore          |
| -- | ----------------------------- | ----- | ------------------- |
| 1  | Spagna (bandiera)             | P     | Ioritz Landeta      |
| 2  | Argentina (bandiera)          | D     | Tomás Oneto         |
| 3  | Croazia (bandiera)            | D     | Petar Rubić         |
| 4  | Spagna (bandiera)             | D     | Julio Rodríguez     |
| 5  | Croazia (bandiera)            | D     | Tomislav Čuljak     |
| 6  | Croazia (bandiera)            | D     | Petar Bosančić      |
| 7  | Spagna (bandiera)             | C     | Dani Iglesias       |
| 8  | Francia (bandiera)            | C     | Michel Espinosa     |
| 9  | Spagna (bandiera)             | A     | Adrián Fuentes      |
| 10 | Lituania (bandiera)           | A     | Karolis Laukžemis   |
| 12 | Croazia (bandiera)            | P     | Josip Čondrić       |
| 13 | Argentina (bandiera)          | A     | Ramón Mierez        |
| 14 | Panama (bandiera)             | C     | José Luis Rodríguez |
| 15 | Croazia (bandiera)            | D     | Martin Franić       |
| 16 | Macedonia del Nord (bandiera) | D     | Agron Rufati        |

| N. |                            | Ruolo | Calciatore          |
| -- | -------------------------- | ----- | ------------------- |
| 17 | Senegal (bandiera)         | A     | Arona Sané          |
| 18 | Croazia (bandiera)         | A     | Robert Perić-Komšić |
| 20 | Croazia (bandiera)         | C     | Antonio Ivančić     |
| 21 | Croazia (bandiera)         | P     | Lovro Majkić        |
| 22 | Croazia (bandiera)         | D     | Marin Grujević      |
| 23 | Montenegro (bandiera)      | C     | Stefan Lončar       |
| 24 | Austria (bandiera)         | D     | Markus Pavic        |
| 25 | Guyana francese (bandiera) | D     | Kévin Rimane        |
| 26 | Ghana (bandiera)           | C     | Obeng Regan         |
| 28 | Venezuela (bandiera)       | C     | Octavio Páez        |
| 29 | Kosovo (bandiera)          | C     | Enbija Shehu        |
| 30 | Croazia (bandiera)         | C     | Hisa Ramadani       |
| 31 | Croazia (bandiera)         | C     | Toni Burić          |
| 32 | Spagna (bandiera)          | C     | Madger Gomes        |
| 34 | Brasile (bandiera)         | A     | Bruno Sávio         |

## Risultati

### 1. HNL
| Arbitro: | Mario Zebec |

|           |           |               |
| Rubić 74’ | Marcatori | 52’ Bongongui |

| Arbitro: | Goran Gabrilo |

|                                  |           |  |
| Gavranović 12’, 47’ Leovac 45+1’ | Marcatori |  |

| Arbitro: | Ivan Vučković |

|                                              |           |  |
| Henty 49’ Hajradinović 73’ (rig.) Lončar 80’ | Marcatori |  |

| Arbitro: | Duje Strukan |

|             |           |                             |
| Ivančić 73’ | Marcatori | 29’ Krstanović 80’ Kastrati |

| Arbitro: | Marko Matoc |

|                    |           |                          |
| Héber 4’, 30’, 79’ | Marcatori | 3’, 17’ Miérez 81’ Regan |

| Arbitro: | Goran Gabrilo |

|  |           |                       |
|  | Marcatori | 74’ Suk 78’ Zwoliński |

| Arbitro: | Goran Gabrilo |

|                   |           |                 |
| Andrić 79’ (rig.) | Marcatori | 20’, 87’ Miérez |

| Arbitro: | Igor Pajač |

|                             |           |                                     |
| J. Rodriguez 40’ Miérez 52’ | Marcatori | 21’, 25’ Gyurcsó 36’, 65’ Ivanovski |

| Arbitro: | Igor Križarić |

|  |           |                                            |
|  | Marcatori | 22’ Grujević 42’ Miérez 90+2’ (rig.) Regan |

| Arbitro: | Dario Bel |

|                                          |           |                  |
| Vidović 8’ Mendy 66’ Bačelić-Grgić 90+1’ | Marcatori | 75’ Perić-Komšić |

| Arbitro: | Tihomir Pejin |

|            |           |                                                    |
| Fuentes 7’ | Marcatori | 8’ Petković 90+3’ Budimir 65’ Gavranović 66’ Ademi |

| Arbitro: | Marko Matoc |

|            |           |             |
| Miérez 86’ | Marcatori | 29’ Kamenar |

| Arbitro: | Damir Batinić |

|             |           |  |
| Lecjaks 45’ | Marcatori |  |

| Arbitro: | Goran Gabrilo |

|                  |           |                     |
| Perić-Komšić 88’ | Marcatori | 7’ Čolak 35’ Kvržić |

| Arbitro: | Igor Križarić |

|  |           |                              |
|  | Marcatori | 48’ J. Rodríguez 90+3’ Regan |

| Arbitro: | Fran Jović |

|  |           |                               |
|  | Marcatori | 27’ (rig.), 90’ (rig.) Andrić |

| Arbitro: | Dalibor Mlakar |

|                                           |           |             |
| Vučur 67’ Caktaš 76’ (rig.) Ivanovski 84’ | Marcatori | 51’ Fuentes |

| Arbitro: | Marko Matoc |

|                  |           |  |
| Perić-Komšić 88’ | Marcatori |  |

| Arbitro: | Duje Strukan |

|         |           |                |
| Ndi 64’ | Marcatori | 73’ Krstanović |

| Arbitro: | Igor Pajač |

|                     |           |  |
| Petković 86’ (rig.) | Marcatori |  |

| Arbitro: | Ivan Vučković |

|            |           |  |
| Abazaj 68’ | Marcatori |  |

| Pola 24 febbraio 2019, ore 15:00 CET (UTC+1) 22ª giornata | Istria 1961 | 0 – 0 referto | Lokomotiva Zagabria | Stadio Aldo Drosina (816 spett.)\| Arbitro: \| Dario Bel \| |
| Arbitro:                                                  | Dario Bel   |               |                     |                                                             |

| Arbitro: | Duje Strukan |

|                        |           |  |
| Gorgon 43’ Murić 90+2’ | Marcatori |  |

| Arbitro: | Mario Zebec |

|  |           |                         |
|  | Marcatori | 45’ Suk 66’, 89’ Ndiaye |

| Arbitro: | Damir Batinić |

|                               |           |         |
| Serderov 41’, 90+3’ Mamut 80’ | Marcatori | 30’ Ndi |

| Arbitro: | Ivan Vučković |

|  |           |                       |
|  | Marcatori | 11’ Jairo 90’ Gyurcsó |

| Arbitro: | Tihomir Pejin |

|                    |           |  |
| Štrkalj 36’ (rig.) | Marcatori |  |

| Arbitro: | Ivan Bebek |

|                                              |           |                                               |
| Krstanović 12’ (rig.) Vidović 64’ Mateus 52’ | Marcatori | 27’ Laukžemis 90’ Fuentes 90+7’ (rig.) Miérez |

| Arbitro: | Dario Bel |

|  |           |                                   |
|  | Marcatori | 20’ Ademi 44’ Oršić 65’, 73’ Olmo |

| Arbitro: | Duje Strukan |

|            |           |  |
| Miérez 88’ | Marcatori |  |

| Arbitro: | Mario Zebec |

|              |           |             |
| Ivanušec 40’ | Marcatori | 50’ Fuentes |

| Arbitro: | Goran Gabrilo |

|  |           |                                                                 |
|  | Marcatori | 28’, 49’ Pavičić 36’, 62’ Čolak 67’ Acosty 69’ Puljić 90’ Capan |

| Arbitro: | Damir Batinić |

|                                                       |           |           |
| Muhammed 83’ Ndiaye 59’ Dvorneković 71’ Zwoliński 80’ | Marcatori | 31’ Regan |

| Arbitro: | Dalibor Mlakar |

|  |           |              |
|  | Marcatori | 36’ Serderov |

| Arbitro: | Tihomir Pejin |

|                                                 |           |            |
| Caktaš 48’ Gyurcsó 56’ Jairo 77’ Nejašmić 90+3’ | Marcatori | 6’ Ivančić |

| Arbitro: | Duje Strukan |

|                          |           |  |
| Iglesias 63’ Pavić 90+2’ | Marcatori |  |

Fonte: Croatian Football Federation

#### Spareggio interdivisionale promozione-retrocessione
| Arbitro: | Ivan Bebek |

|           |           |             |
| Kukec 13’ | Marcatori | 15’ Fuentes |

| Arbitro: | Mario Zebec |

|                         |           |  |
| Fuentes 21’ Ivančić 70’ | Marcatori |  |

Fonte: Croatian Football Federation

### Hrvatski nogometni kup
| Arbitro: | Dario Bel |

|                             |           |                                        |
| Filipović 85’ F. Bungić 82’ | Marcatori | 63’ Traoré 56’, 90+3’ Ivančić 73’ Sané |

| Arbitro: | Fran Jović |

|                     |           |            |
| Ajayi 38’ Ćulum 53’ | Marcatori | 39’ Miérez |

Fonte: Croatian Football Federation